# Elaphocera alonsoi
Elaphocera alonsoi är en skalbaggsart som beskrevs av José Ignacio López Colón 1992. Elaphocera alonsoi ingår i släktet Elaphocera och familjen Melolonthidae. Två underarter finns: E. a. semperi. och E. a. alonsoi.